# Nintendo-Generation
Mit Nintendo-Generation bezeichnet man die Generation von Jugendlichen, die aufgrund des sehr großen Erfolgs von Nintendos Game-Boy- und NES-Konsolen in den 1980er-Jahren bereits von Kindesalter mit Informations- und Kommunikationstechnologie konfrontiert wurde.
Diese Altersgruppe ist die erste Generation, die das Informationszeitalter durchgehend erlebt. Menschen dieses Jahrgangs betrachten den Umgang mit PC, Internet und Handy als selbstverständlich; entsprechende Medien und Geräte werden von einem signifikanten Teil dieser Jahrgänge in Schule, Beruf und den privaten Alltag integriert.
Nintendo fand Anfang der 80er starken Anklang, da es Systeme mit einfacher Bedienung und erschwinglichen Preisen konzipierte, die ohne technisches Hintergrundwissen genutzt werden konnten. Das Nintendo-Marketing betonte zudem die Möglichkeit, Videospiele gemeinschaftlich zu spielen, wodurch Nintendo erfolgreich die Eroberung des Massenmarktes gelang.